# 1962년 뉴욕 영화 비평가 협회상
제28회 뉴욕 영화 비평가 협회상은 1962년 12월 8일 시작된 1962~1063년 뉴욕 신문 파업으로 인해 114일간 취소되었다.